# 外国為替証拠金取引詐欺
外国為替証拠金取引詐欺（がいこくかわせしょうこきんとりひきさぎ）は外国為替証拠金取引で高収益が得られると業者が顧客を納得させる詐欺取引を示す。米商品先物取引委員会(CFTC)によると2008年初期から一般的になった。
外国為替はゼロ和市場であり、一方が儲ければ他方は損する。 だが、仲介手数料やその他取引費用が差し引かれるので、実際には負の総和ゲームとなる。

## 種類
不正行為の対象としては、手数料目当ての過剰売買、高収益を得るためのソフトウェア販売、
不正の管理口座、
虚偽広告、 ポンジ・スキームやあからさまな詐欺などがある。
また、業者が外国為替証拠金取引を低リスク高利益と説明することも含まれる。

## 増加傾向
米国の外国為替市場を監督するCFTCは、銀行系ではない業者による不誠実な商行為が増加していると述べた。 2001年から2006年にかけて80件以上を起訴し被害は23,000人の350百万ドルに上る。また2001年から2007年まで、約26000人が$460百万ドルを失った。

## 高レバレッジ
業者の中にはマーケットメイクに際して極端な高レバレッジを提供することがあるが、高収益とともに証拠金請求リスクが高まる。銀行系やヘッジファンドなどの専門業者はレバレッジを最大10:1程度に抑えるが、悪徳業者は50：1 から400:1まで扱う。